# USS Providence (1775)
USS Providence – amerykański slup z okresu wojny o niepodległość Stanów Zjednoczonych, który został przejęty przez Continental Navy w 1775 roku. Była to pierwsza jednostka w historii US Navy nosząca to imię.

## Historia
15 czerwca 1775 roku władze Rhode Island wyczarterowały cywilne slupy „Kate” i „Washington”, w celu ochrony lokalnej żeglugi przed brytyjskimi okrętami. „Kate” w tym celu została wyposażona w 12 dział 4-funtowych. Pierwszym dowódcą okrętu był Abraham Whippler. Pierwszym sukcesem okrętu było przejęcie jednostki transportującej zaopatrzenie dla fregaty HMS „Rose”. 31 października okręt został przejęty przez władze Rhode Island i skierowany wraz z zaopatrzeniem dla nowo tworzonej marynarki wojennej do Filadelfii. Po dotarciu do celu 3 grudnia 1775 roku, okręt został wcielony do Kontynentalnej Marynarki Wojennej, a jego imię zmieniono na „Providence”. Był jedną z pierwszych jednostek nowo utworzonej marynarki wojennej zbuntowanych kolonii. Kongres Kontynentalny oficjalnie przyjął okręt do służby 9 stycznia 1776 roku.  
Pierwszą misją okrętu było zdobycie brytyjskich składów broni w rejonie Nassau. Misja zakończyła się częściowym sukcesem, zdobyto zmagazynowane tam działa, jednak tylko część przechowywanego tam prochu.. 14 sierpnia 1779 roku na rzece Penobscot załoga zniszczyła okręt, w celu uniknięcia przejęcia go przez siły brytyjskie.
W 1976 roku Providence Maritime Heritage Foundation zbudowała replikę „Providence”, która reprezentuje na morzu stan Rhode Island.